# Into the Woods (Buffy the Vampire Slayer)
Into the Woods es el décimo episodio de la quinta temporada de la serie de televisión Buffy the Vampire Slayer.

## Argumento

### Resumen
Spike lleva a Buffy a un burdel de vampiros, donde los humanos les pagan para que beban su sangre, descubriendo que Riley es uno de los clientes. Cuando ella se enfrenta a Riley por este motivo, él decide finalmente volver a su antigua vida militar, enrolándose en una unidad especial caza-demonios, abandonando Sunnydale y dejando así a Buffy.

### Desarrollo
En el hospital, la pandilla espera noticias del doctor sobre la operación de Joyce (Kristine Sutherland), sintiéndose aliviados cuando son informados del éxito de la misma. Dawn (Michelle Trachtenberg) pasa la noche con Xander (Nicholas Brendon) y Anya (Emma Caufield) para que así Buffy (Sarah Michelle Gellar) y Riley (Marc Blucas) puedan tener juntos un momento de intimidad en la casa de las Summers. En mitad de la noche, Riley abandona la casa, y Spike (James Marsters), que estaba apostado fuera, sigue intrigado a Riley en secreto hasta un viejo edificio.
Buffy pasa el día con su madre en el hospital, escogiendo pelucas para Joyce y hablando sobre su relación con Riley. Esa noche, Spike se introduce en el dormitorio de Buffy y la despierta, diciéndole que tiene que ir con él a ver algo. Ambos llegan al viejo edificio, donde encuentran humanos que alimentan voluntariamente con su propia sangre a un grupo de vampiros. Buffy queda horrorizada al descubrir a Riley en brazos de una vampira (Rainy Jo Stout), alimentándola con su sangre, y huye del lugar. Por otro lado, Graham (Bailey Chase) propone a su oficial superior, el mayor Ellis (Nick Chinlund), la ayuda de Riley para matar demonios, y le ofrece a Riley enrolarse en la nueva organización gubernamental anti-demonios que partirá rumbo a Belice.
Después de informar a la pandilla sobre el nido de vampiros, Buffy y sus amigos acuden al viejo edificio, encontrándolo vacío. Furiosa, Buffy incendia el lugar, dejando a los demás extrañados por su comportamiento. Por su parte, Riley acude a ver a Spike, enojado con él por permitir que Buffy descubriera la verdad, y le clava una estaca. Por suerte para Spike, la estaca era de plástico, ya que Riley sólo pretendía advertirle que se alejara de Buffy. Spike le espeta que no tiene ningún futuro con ella, ya que según el vampiro Buffy necesita "un monstruo". Riley pregunta a Spike si realmente piensa que tiene alguna posibilidad con ella, y Spike expone que, aunque no lo cree así, tiene derecho a intentarlo. Los dos acaban compartiendo una botella, comentando el hecho de que ambos la aman, pero que ella no siente lo mismo por ninguno. Spike declara que, aunque siente envidia por la privilegiada situación de Riley respecto a Buffy, a veces es peor para el muchacho, porque está próximo a ella sin llegar a tenerla del todo. No obstante, al final argumenta que definitivamente la posición de Riley es mejor, algo que el exmilitar asiente con escepticismo.
En la trastienda, Buffy libera su tensión interior golpeando un saco de boxeo cuando aparece Riley, quien se muestra determinado a hablar del asunto. A pesar de la renuencia de Buffy. Riley expone que necesitaba saber qué sintió Buffy al ser mordida por Drácula, y que había sentido cómo los vampiros que le mordían le necesitaban, a diferencia de la propia Buffy. Esta expone que le ha dado todo lo que albergaba, aunque Riley disiente, diciendo que él no lo siente así. Finalmente, relata el ofrecimiento que Graham le hiciera,  dejándole claro que se irá si ella no le ofrece una razón para quedarse.
Los vampiros del nido incendiado rodean a Buffy cuando, confusa, sale de la tienda. Consigue acabar con todos ellos, incluida la vampira que sorprendió con Riley, tras un momento de vacilación. Xander, que había permanecido expectante, se enfrenta a Buffy, impidiéndole que huya del problema con Riley, y haciéndole ver la verdad que había estado ignorando, que Riley lo había dado todo y lo había arriesgado todo por ella, mientras que Buffy lo había tratado de forma erronéa, y cómo era una relación meramente conveniente. Ella trata de cambiar de tema, acusando a Xander de estar con Anya por conveniencia, pero Xander le replica que Riley es la clase de hombre que sólo se encuentra una vez en la vida, y que tiene que decidir si realmente quiere dejarle marchar o por el contrario desea estar con él. Sobrecogida por las palabras de su amigo, Buffy corre en pos de Riley, pero es incapaz de llegar antes de evitar que Riley se marche. El helicóptero despega justo cuando Buffy llega a la pista de aterrizaje, llamando a Riley a gritos, pero, con la vista al frente, Riley se marcha sin saber que Buffy había intentado retenerle.
Tras la charla con Buffy, Xander decide contar a Anya lo que siente por ella realmente y cuánto la necesita. Todavía afectada, Buffy regresa a casa mientras Riley se aleja de Sunnydale, sin mirar hacia atrás.

## Reparto

### Personajes principales
- Sarah Michelle Gellar como Buffy Summers.
- Nicholas Brendon como Xander Harris.
- Alyson Hannigan como Willow Rosenberg.
- Marc Blucas como Riley Finn.
- Emma Caulfield como Anya Jenkins.
- Michelle Trachtenberg como Dawn Summers.
- James Marsters como Spike.
- Anthony Stewart Head como Rupert Giles.

### Invitados
- Bailey Chase como Graham Miller.
- Nick Chinlund como el Mayor Ellis.
- Kristine Sutherland como Joyce Summers.

### Personajes secundarios
- Randy Thompson como el doctor Kriegel.
- Rainy Jo Stout como la vampira adicta.
- Emmanuel Xuereb como Whip.
- Adam G. como el vampiro matón.

## Producción
En el bosque fue el primer episodio dirigido por la productora ejecutiva Marti Noxon, quien afirmó sobre esta experiencia que "fue emocionante y también aterradora. Pensé todo el tiempo que iba a salir corriendo".
Preguntado por qué decidió que Riley abandonara Sunnydale, Joss Whedon argumentó que había tratado de proporcionar a Buffy una relación saludable, pero que "la gente no quería eso. Ellos hicieron grandes cosas juntos, pero, al mismo tiempo que eran felices, no convencían a la gente". Marti Noxon añadió que "los romances en Sunnydale rara vez marchan bien. Buffy con novio es menos interesante que con alguna clase de disputa amorosa. Riley, por su naturaleza, era un personaje tan bueno y constante que corríamos el peligro de que las cosas acabaran siendo un poco aburridas".

### Dedicatoria
El episodio está dedicado a D.C. Gustafson, miembro del departamento artístico de la serie, fallecido  el 4 de noviembre del año 2000.

### Música
- Summerbreeze, de Emilíana Torrini.

## Continuidad
Aquí se presentan los hechos que o bien influyen en la quinta temporada exclusivamente, o bien que viniendo de episodios anteriores influyen en este. Y por último, acontecimientos que ocurren en este episodio que influyen en las demás temporadas o en alguna otra temporada.

### Para la quinta temporada
- Esta es la última aparición de Riley Finn como personaje principal en la serie, apareciendo como invitado una última vez en el episodio Tal como eras de la sexta temporada. La marcha de Riley es la primera de las tres importantes pérdidas que sufre Buffy antes de derrumbarse en el episodio El peso del mundo.